# Trochosa immaculata
Trochosa immaculata este o specie de păianjeni din genul Trochosa, familia Lycosidae, descrisă de Savelyeva în anul 1972.
Este endemică în Kazakhstan. Conform Catalogue of Life specia Trochosa immaculata nu are subspecii cunoscute.